# Джибри, Гормизд Стефан
Гормизд Стефан Джибри (8.01.1872 г., Мосул, Ирак — 18.07.1953 г., Киркук, Ирак) — архиепископ Киркука Халдейской католической церкви c 26 июля 1917 года по 18 июля 1953 года.

## Биография
Гормизд Стефан Джибри родился 8 января 1872 года в городе Мосул, Ирак.
4 июня 1893 года Гормизд Стефан Джибри был рукоположён в священника.
18 августа 1902 года Римский папа Лев XIII назначил Гормизда Стефана Джибри вспомогательным епископом архиепархии Киркука и титулярным епископом Нисибиса Халдейского. 30 ноября 1902 года Гормизд Стефан Джибри был рукоположён в епископа.
26 июля 1917 года Римский папа Бенедикт XV назначил Гормизда Стефана Джибри архиепископом Киркука.
Умер 18 июля 1953 года.